# 白头鹮鹳
白头鹮鹳（学名：Mycteria leucocephala）也称彩鹳，为鹳科鹮鹳属的鸟类。分布于印度、斯里兰卡、巴基斯坦、孟加拉国、泰国、缅甸、越南以及中国大陆的云南、四川、贵州、广东、福建、海南、长江下游、河北等地，主要栖息于栖息在湖泊、河流、水塘等水域岸边及其附近沼泽和草地上以及营巢于靠水边的树上。该物种的模式产地在斯里兰卡。

## 外形
成年白头鹮鹳的身高约93-102厘米，翼展150-160厘米，体重2-3.5千克。雄性体型比雌性大。

## 保护
- 中国国家重点保护动物等级：一级

## 图片

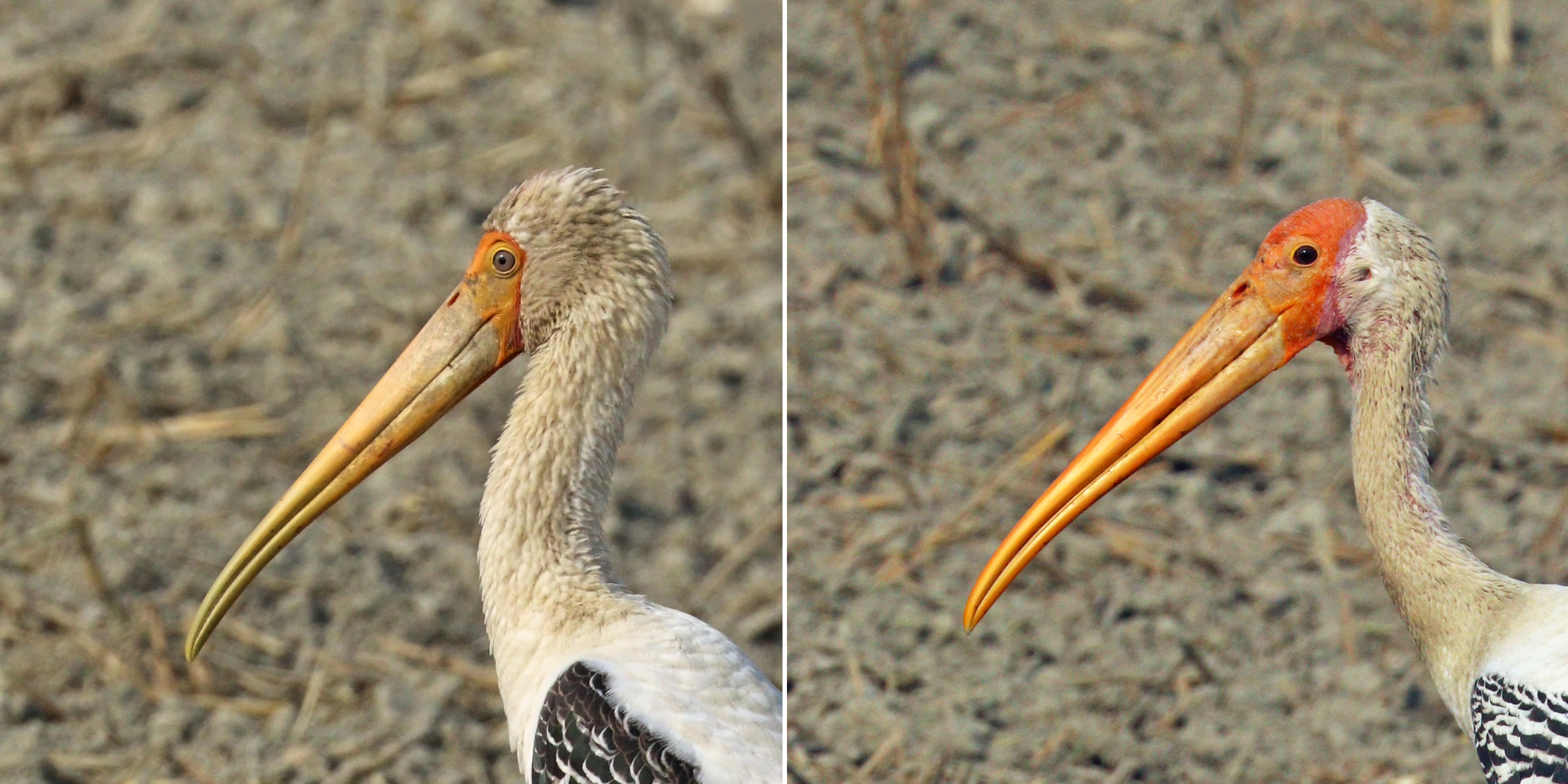
亚成鸟（左）与成鸟（右）
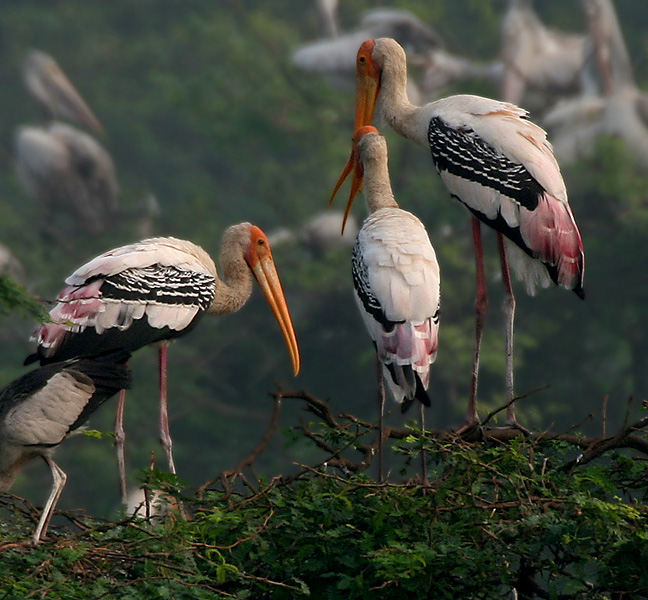
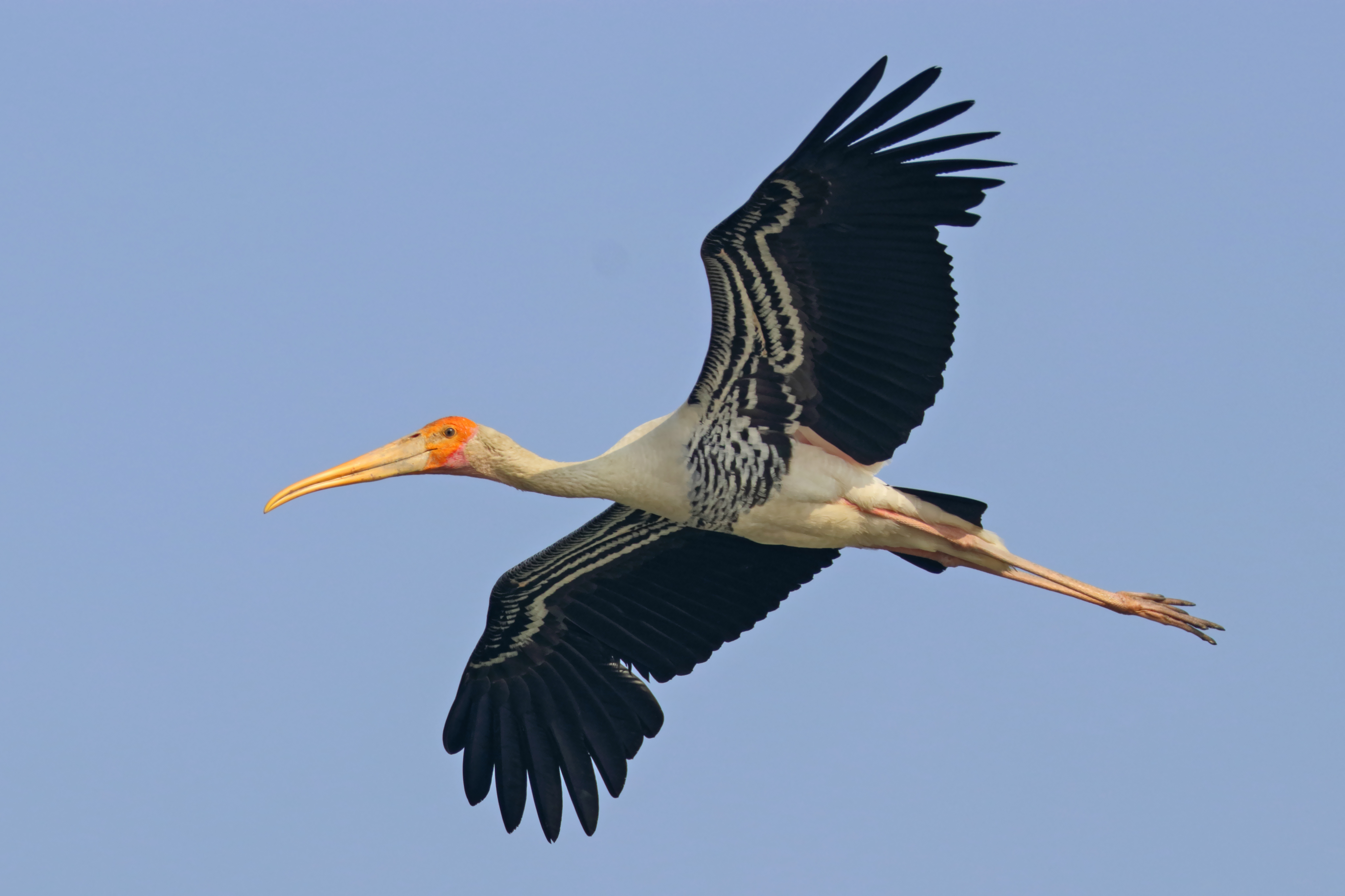
飞翔的白头鹮鹳
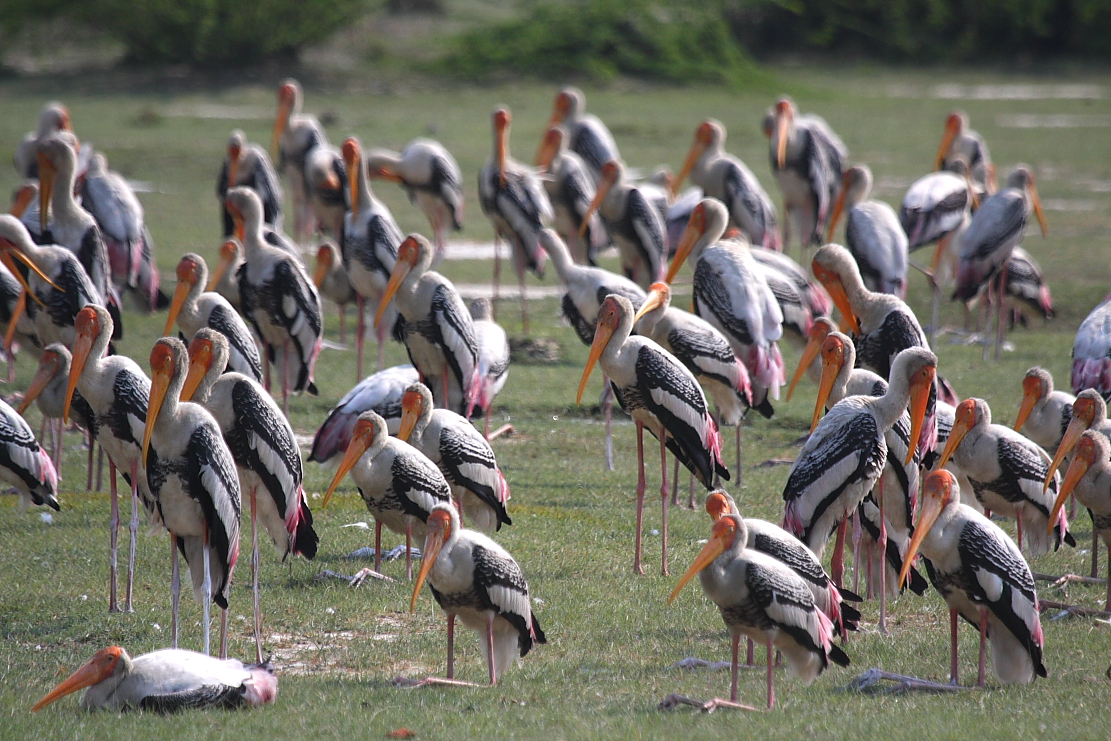
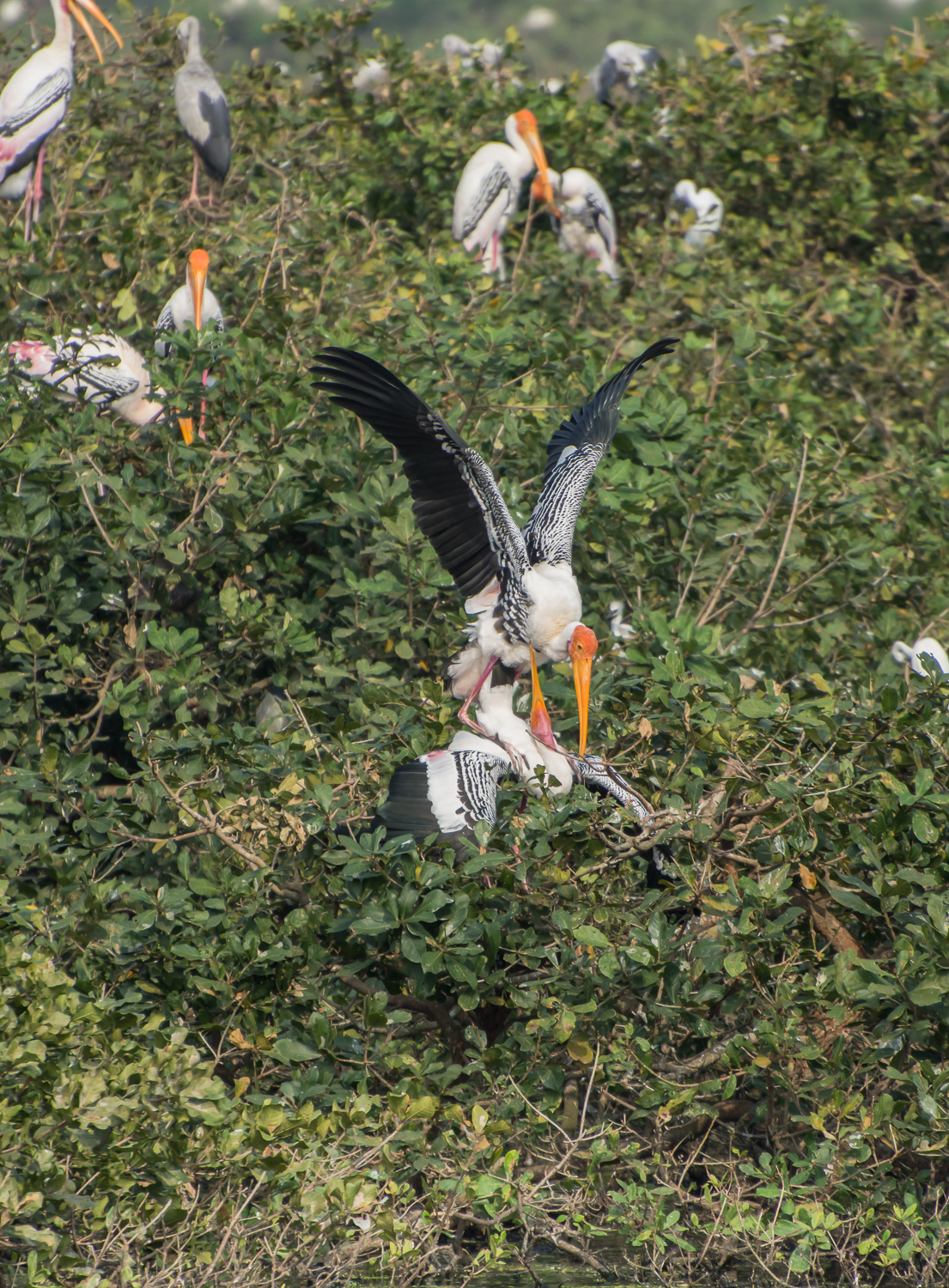
雄鸟攀附雌鸟